# Mesoraphidia pterostigmalis
Mesoraphidia pterostigmalis là một loài côn trùng trong họ Mesoraphidiidae thuộc bộ Raphidioptera. Loài này được Martynova miêu tả năm 1947.